# Avoriaz
Avoriaz é uma estação de esqui situada no comuna francesa de Morzine no departamento da Alta-Saboia, na região de Ródano-Alpes. Por se encontrar na comuna de Morzine, a estação também é conhecida como Morzine-Avoriaz.
Região de alpagem a estação de esqui foi construída a partir do nada e aberta em 1966 pela vontade de Gérard Brémond, um promotor imobiliário visionário dos anos 60.
A particularidade desta estação é de os edifícios terem sido construídos com pedra e madeira que, com o andar do tempo, tomaram uma coloração escura, de tal forma que de longe, e de Verão, a estação confunde-se inteiramente com as montanhas que lhe estão por trás.

## Esqui
Morzine conjuntamente com Avoriaz, formam o conjunto conhecido como Morzine-Avoriaz que é uma das estações que fazem parte do domínio de esqui das Portes du Soleil.